# Aeroporto Ernesto Bonomo

O Aeroporto de São Mateus - Ernesto Bonomo (IATA: SBJ - ICAO: SNMX) é o segundo maior aeroporto do Espírito Santo e está situado na Rodovia Estadual ES-315, s/n, localizado no município de São Mateus.
Suas coordenadas são as seguintes: 18°43'15.00"S de latitude e 39°49'59.00"W de longitude. Possui uma pista de 1350m de asfalto.

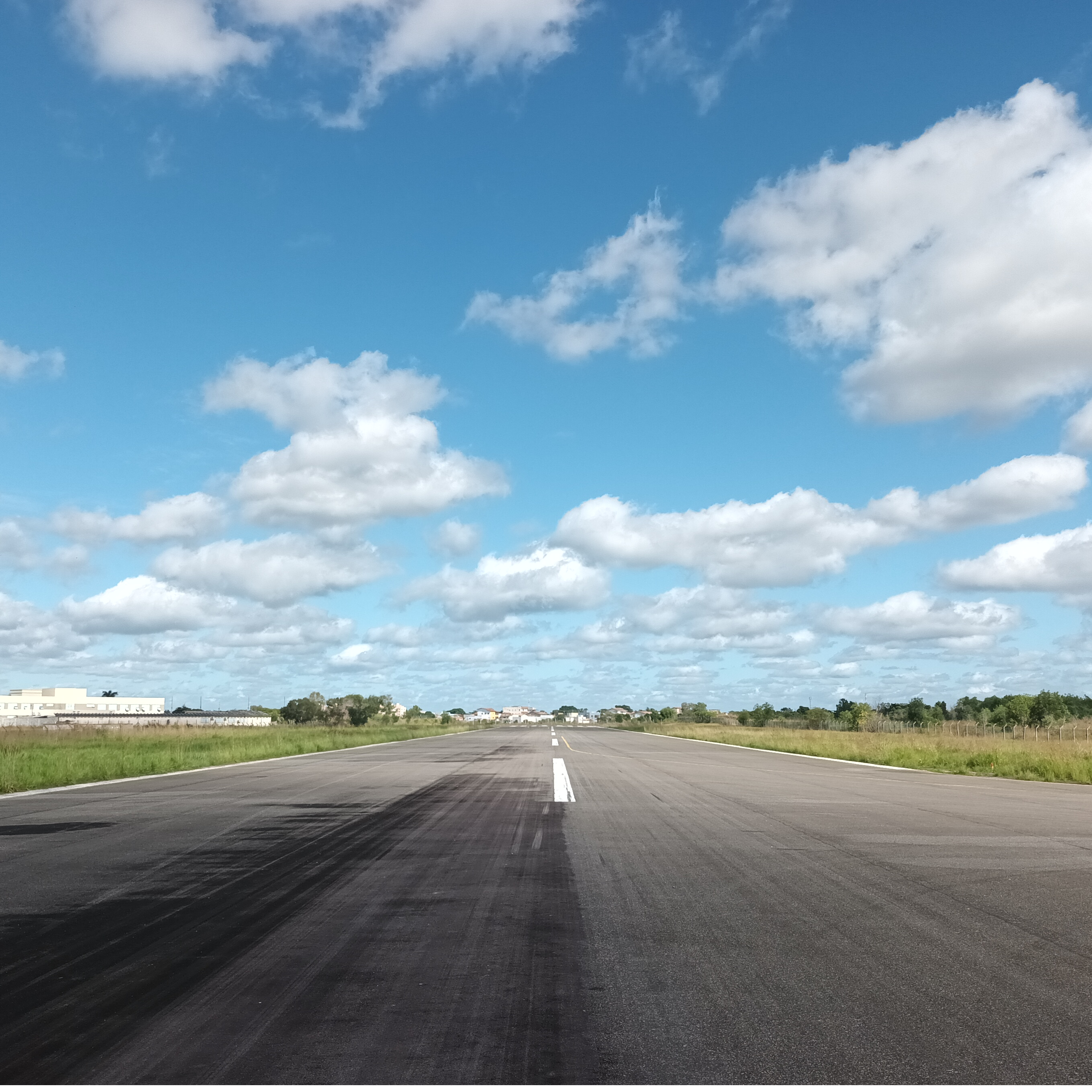
Pista do Aeroporto Ernesto Bonomo

## Etimologia
O antigo campo de aviação teve seu nome alterado ao longo dos anos por meio de legislações municipais. 
Inicialmente denominado "Aeroporto Presidente Vargas" pela Lei Municipal n. 449/1956, o nome foi modificado para "Aeroporto Presidente Tancredo de Almeida Neves" conforme estipulado pela Lei Municipal n. 08/1985. 
Finalmente, pela Lei Municipal n. 369/2005, recebeu sua atual denominação, passando a ser conhecido como "Aeroporto Ernesto Bonomo".

## História
No princípio da década de 40 foi construído um campo de pouso para atender os aviões da FAB (Força Aérea Brasileira), no período da Segunda Guerra Mundial.
Além da pista de pouso, também foram construídas três casas e um reservatório de combustíveis para abastecimento das aeronaves. Numa dessas casas ficava o escritório, sendo as outras duas usadas para descanso de pilotos e, mais tarde, como moradia de funcionários.
A base era chefiada por Carlos Schimidt, funcionário da Aeronáutica, havendo também alguns auxiliares e um vigia.
Durante a década de 1950, recebia voou regulares da NAB.
Terminada a Segunda Guerra, o Campo de Aviação (assim ficou conhecida aquela base pelos moradores da cidade) passou a atender também os chamados teco-tecos (pequenas aeronaves), de propriedade particular e aviões do Correio Aéreo Nacional.
Esse aeródromo foi mais tarde adequado para dar maior segurança aos voos de aviões e helicópteros da Petrobrás.
Atualmente, a gestão do Aeroporto compete à Prefeitura Municipal de São Mateus, por força do Convênio n. 005/2020 firmado com a Secretaria Nacional de Aviação Civil. 
Apesar de não contar com voos comerciais regulares, o aeroporto atualmente opera principalmente em função de voos particulares, no recebimento de voos oficiais das autoridades governamentais, no transporte aeromédico e no suporte às operações e treinamentos das Forças Armadas.

## Reforma
Em 1998 o Ministério da Aeronáutica realizou um trabalho de ampliação, iluminação e modernização da pista de pouso.
Já em 2012, foi um dos 4 aeroportos do Estado do Espírito Santo incluídos no PDAR - Plano de Desenvolvimento da Aviação Regional, criado pelo Governo Federal. Um total de 200 milhões de reais foi destinado para a reforma dos 4 aeroportos do estado, são eles: São Mateus, Linhares, Colatina e Cachoeiro do Itapemirim.